# Ovealmbornia
Ovealmbornia is een monotypisch geslacht van korstmossen behorend tot de familie Teloschistaceae. De typesoort is Ovealmbornia bonae-spei. Later is de typesoort heringedeeld naar het geslacht Dufourea. Het bevat alleen Ovealmbornia reginae (peildatum januari 2023).